# 松林寺 (塩尻市)
松林寺（しょうりんじ）は、長野県塩尻市にある真言宗智山派の寺院。山号は瑠璃山。本尊は如意輪観音。

## 概要
創建は不詳、憲海和尚によって中興された。享保8年（1723年）に現在地に本堂が落成したが、文政11年（1828年）に大火で伽藍を焼失、薬師堂は寛政6年（1794年）に、本堂は天保3年（1832年）に再建された。薬師堂には立川和四郎富昌の手になり、薬師如来のほか、武田勝頼が寄進した記録が残る脇侍5体が安置されている。本堂正面の半鐘には宝暦6年（1756年）の銘がある。

## 境内
- 本堂
- 薬師堂
- 庫裡
- 客殿